# 라이더 라이언
라이더 마이클 라이언(영어: Ryder Michael Ryan, 1995년 5월 11일~ )은 미국의 야구선수이다.

## 아마추어 경력
노스캐롤라이나주 헌터스빌에 위치한 노스 메클렌부르크 고등학교에서 선수 생활을 했다. 주니어시절인 2013년에는 타자로서는 타율.597, 29타점을 기록했으며 투수로서는 54.2이닝 동안 방어율 0.28을 기록했다. 고등학교 졸업 전년도 여름에 노스캐롤라이나 대학교에 입학해 노스캐롤라이나 타르 힐팀 소속으로 대학 리그에 참가하기로 생각했다. 졸업 년도에 홈런 6개 28타점 타율.536을 기록했으며 투수로서는 7승 1패 방어율 0.57을 기록했다. 2014년 메이저 리그 드래프트에서 3라운드 이내에 지명될 거라고 기대를 했지만 실제로는 40라운드에 클리블랜드 인디언스가 지명했다. 클리블랜드와 계약하지 않고 노스캐롤라이나 대학교에 입학했다.
1, 2학년 시절에는 타자로서는 단 33경기 출장했으며 투수로서는 1경기만 출장했다. 2학년 말 2016년 메이저 리그 드래프트에서 30라운드에 클리블랜드 인디언스가 다시 지명을 했고 이번에는 대학을 계속 다니지 않고 계약 및 입단했다.

## 마이너리그 시절

### 클리블랜드 인디언스산하 시절
입단 후 루키리그 애리조나 리그 인디언스 소속으로 프로 데뷔해 구원으로 18.2이닝 0승 1패 3.86의 방어율을 기록했다. 2017년에는 싱글A 레이크 카운티 캡틴즈 소속으로 등판해 21.1이닝 방어율 0.87을 기록하며 미드웨스트 리그 올스타에 선정되기도 했다.

### 뉴욕 양키스산하 시절
2017년 8월 9일 뉴욕 양키스의 제이 브루스와의 트레이드를 통해 이적했다. 레이크 카운티 캡틴즈에서 시작해서 뉴욕 양키스 산하 싱글A 콜롬비아 파이어플라이에서 시즌을 마쳤으며 41경기 구원 등판해 3승 4패 방어율 4.14를 기록했다. 2018년에는 싱글A어드밴스드 세인트루시 메츠에서 시즌을 시작해 16경기 구원 등판 1승 0패 방어율 1.77. 0.93 WHIP를 기록했고 플로리다 스테이트 리그 올스타에 선정되었다. 5월 말부터는 더블A 빙엄턴 메츠에서 뛰었다. 이 해에 두 팀을 넘나들며 42경기 출장해 4승 3패 방어율 3.23, 1.06의 WHIP를 기록했다. 2019년에는 빙엄턴 메츠 소속으로만 등판해 44.1이닝 동안 3승 1패 방어율 3.05를 기록했으며 40개의 삼진을 잡았다. 2020년에는 코로나19 범유행으로 마이너 리그가 중단되며 이해에 단 한 경기도 출전하지 못했다.

### 텍사스 레인저스산하 시절
2020년 12월 18일 텍사스 레인저스의 토드 프레이저와의 2020년 8월 31일 트레이드에 추후지명선수로 지목되어 이적했다. 2021년 시즌에 트리플A 라운드 록 익스프레스 소속으로 배정되어 45이닝 동안 2승 7패 방어율 5.60을 기록했으며 55개의 삼진을 잡았다. 2022년에도 라운드 록 익스프레스에서 선수생활을 했다.

## 국가대표 경력
2021년 7월 2일에 미국 야구 국가대표팀 소속으로 발탁되어 도쿄에서 열리는 2020년 하계 올림픽에 참가했다. 결승전에서 일본에 지며 우승에 실패했고 은메달을 획득했다.

## 개인사
브린 라이언과 결혼해 아들 한 명이 있다. 남동생인 리버 라이언또한 야구선수이며 로스앤젤레스 다저스 소속이다.